# Martinella obovata
Martinella obovata är en katalpaväxtart som först beskrevs av Carl Sigismund Kunth, och fick sitt nu gällande namn av Louis Édouard Bureau och Karl Moritz Schumann. Martinella obovata ingår i släktet Martinella och familjen katalpaväxter. Inga underarter finns listade i Catalogue of Life.